# Занчи, Джироламо
Джироламо Занчи (итал. Girolamo Zanchi, лат. Hieronymus Zanchius, 1516—1590) — реформатский богослов итальянского происхождения. Для развития протестантизма имел значение его спор с лютеранином Иоганном Марбахом относительно различных богословских вопросов в Страсбурге в 1561—1563 годах. Наряду с другим итальянцем, Петром Мартиром Вермильи, Занчи относят к основоположникам реформатской схоластики. Большинство богословских трудов Занчи было опубликовано посмертно.

## Биография

### Становление
Джироламо Занчи родился 2 февраля 1516 года в городе Альцано-Ломбардо, расположенном в долине Сериана близ Бергамо. Его отец Франческо Теренцио (Francesco Terenzio Zanchi) был юристом, а также автором нескольких исторических трудов. Мать Джироламо звали Барбара Морлотти (Barbara Morlotti). Из других представителей семьи Занчи известны два кузена Джироламо, поэт Базилио (1501—1558) и историк Джан Кризостомо (1500—1566). В 1528 году его родители умерли от чумы. В 1531 году, по примеру родственников по материнской линии, Джироламо поступил послушником в монастырь Святого Духа в Бергамо, принадлежавший конгрегации латеранских каноников. Десять лет спустя он получил звание проповедника своего ордена и перешёл в общину монастыря при базилике Святого Фридиана в Лукке, возглавляемой в то время Петром Мартиром. Последний, уже начав склоняться к принятию Реформации, оказал определяющее влияние на молодого богослова. Среди других богословов круга Мартира в Лукке были Челсо Мартиненго, Иммануэль Тремелий, Паоло Ласици и Челио Секондо Курионе. Позднее Занчи писал, что в Лукке он познакомился с «Общими местами» Филиппа Меланхтона, ставшими главным источником знаний о Христе, книгами Мартина Буцера, комментариями на Евангелие от Матфея Вольфганга Мускулюса и «Наставления в христианской вере» Жана Кальвина. Ещё в Италии Занчи составил основанный на «Наставлениях» компендиум, позднее изданный под названием «Compendium praecipuorum capitum doctrinae christianae». В 1542 году Мартир отправился в изгнание в Страсбург, за ним вскоре последовали Тремелий и другие богословы. Место Вермильи занял Мартиненго, сам два года спустя вынужденный скрываться от ареста в Граубюндене. Занчи предпочёл остаться и продолжить читать лекции как августинский каноник. После длительного размышления, он последовал примеру своих товарищей, и летом 1552 года вместе с Мартиненго переселился в Швейцарию, задержавшись на 8 месяцев во входящую в Три Лиги Кьявенне. В Женеве Джироламо воспользовался возможностью слушать лекции и проповеди Кальвина. Первоначально собираясь добраться до Англии, Занчи принял предложение занять должность профессора Ветхого завета Страсбургской академии Иоганнеса Штурма.

### В Страсбурге (1553—1563)
15 марта 1553 года Занчи приехал в Страсбург, где встретился с Вермильи, изгнанным из Англии королевой Марией Тюдор. 5 апреля Занчи выступил со своей инаугурационной речью в академии. Глубоко погрузившись в библейскую экзегетику, за 10 лет своего преподавания он успел рассмотреть только 12 глав из Исайи, несколько псалмов, книгу Иосии и Первое послание Иоанна. Помимо этого, Занчи преподавал «Физику» Аристотеля, греческое издание которой подготовил в 1554 году. Других публикаций, за исключением полемического трактата об евхаристии, у него в страсбургский период не было. Отвечая на упрёк в малой активности, Занчи заметил, что в эпоху, когда «писателей больше, чем читателей», он будет публиковать свои труды только если они будут полезны церкви. Осенью 1553 года богослов женился на дочери Курионе, Виоланте. Отношения Джироламо с тестем осложнились после казни Мигеля Сервета, которую Курионе решительно осуждал. Занчи, напротив, поддержал решение Кальвина, и в 1554 году выступил с лекциями в защиту смертной казни для еретиков. Книгу на ту же тему, в опровержение трактата Себастьяна Кастеллио, Занчи не закончил. В 1556 году Занчи овдовел, и финансовые затруднения заставили его вступить в тяжбу с тестем о наследстве. В 1561 году Джироламо вступил во второй брак с Ливией Лумага.
Важнейшим событием периода пребывания в Страсбурге стал спор Занчи относительно конфессиональной ориентации города с лютеранином Иоганном Марбахом, возглавившим городскую общину после бегства в Англию Мартина Буцера. Данному спору, в связи с его значением для формирования протестантского учения о предопределении и евхаристии, исследователями уделено значительное внимание. Также богословы обсуждали стойкость святых и евхаристию. В XIX веке немецкий историк церкви Карл Шмидт назвал конфликт между Занчи и Марбахом «бесплодным с точки зрения знания и разрушительным с точки зрения религии». По мнению современного немецкого богослова Юргена Мольтмана, конфликт был обусловлен, преимущественно, недостатком богословского взаимопонимания. Сам Занчи неоднократно утверждал, что нападки Марбаха на него обусловлены личными мотивами, тогда как последний настаивал на исключительно религиозной подоплёке разногласий. Острота противоречий между ними стала заметна уже в ходе коллоквиума в Вормсе 1557 года, а затем в 1560 году, когда Занчи и Штурм воспрепятствовали критике учения Кальвина со стороны лютеранина Тилемана Гешузиуса. В ходе публичных обсуждений Марбах утверждал, что Занчи отклоняется от Аугсбургского исповедания, а тот, в свою очередь, сравнивал отношение своего оппонента с зацикленностью католиков на «священных канонах». Предмет спора, согласно Мольтману, состоял в вопросе «как можно знать о том, кто спасётся?». Марбах обвинял Занчи в изобретении нового учения, которое только вводит верующих в смущение и открывает дорогу к признанию свободы воли. Также Марбах называл своего оппонента швенкфельдианцем, анабаптистом, новацианином и «пустой и лживой личностью, не достойной дружбы достойного человека». Исходя из практических пастырских задач, Марбах полагал правильным обойти молчанием понятие божественной воли, как в церкви, так и в учёных кругах. Также Марбах требовал от Занчи не рассматривал в своих лекциях проблему реального присутствия Христа в евхаристии.
Местом, где происходили основные диспуты между Марбахом и Занчи стала коллегиальная церковь Святого Фомы, в которой оба профессора имели пребенды, а пробстом был Иоганн Штурм. Представляя скорее академическую часть общины, Занчи и Штурм настаивали на свободе высказывания (лат. libertas docendi) и требовали проведения формального диспута, от чего Марбах уклонялся. Последний обвинял Занчи в том, что тот запрещает своим студентам посещать его лекции. 2 мая 1561 года каноники Святого Фомы приняли сторону Занчи, признав обвинения Марбаха личными выпадами, нарушающими порядок в общине. Марбах, однако, поставил вопрос о юрисдикции каноников, заявив, что выступает в данном деле не как диакон Святого Фомы, а как суперинтендент страсбургской церкви. Хотя вопрос и является вероучительным, его, по мнению Марбаха, следовало передать на рассмотрение городским властям. Для того, чтобы заручиться поддержкой своих взглядов Занчи, предпринял лекционный тур по протестантским центрам, выступив с лекциями в Марбурге, Гейдельберге, Штутгарте, Тюбингене, Шаффхаузене, Цюрихе и Базеле. Для разрешения спора страсбургские власти пригласили сторонних экспертов, включая Якоба Андреэ из Виттенберга, Симона Зульцера из Базеля и Куннмана Флинсбаха из Цвайбрюккена. После длительных обсуждений и согласований, комиссия приняла вероучительную формулу, известную как «Страсбургское согласие» 1563 года («Strassbourg Concordia»). В ней говорилось, что «Бог не желает греха и не создаёт сосуды гнева для разрушения; почему некоторые спасаемы, а другие нет, не может быть определено; этим вопросом не следует тревожиться, а препоручить одному лишь Христу». Вероятно, такой исход был обусловлен большим организационным опытом Марбаха, склонившим на свою сторону магистрат. Его победа была настолько убедительной, что Штурм сам настоял, чтобы Занчи подписал «Согласие», за что последнего упрекал Кальвин. Поставив свою подпись под документом, Занчи сопроводил её словами «Я принимаю это вероучительное заявление в той мере, в какой считаю его праведным» (лат. Hanc doctrinae formulam ut piam agnosco, ita eam recipio). Достигнутое согласие оказалось временным, и уже в сентябре 1563 года Занчи подал в отставку из Академии.

### В Кьявенне (1564—1567)
Благодаря своей репутации как богослова, Занчи неоднократно получал предложения о работе из разных городов. В 1554 году ему предлагали возглавить итальянскую конгрегацию в Женеве, аналогичные предложения поступали из Берна, Лозанны, Гейдельберга и Марбурга. В 1562 году, как наследника Вермильи, его приглашали цюрихцы, а с в следующем году его звали к себе итальянцы Лиона. В итоге Джироламо предпочёл знакомую ему Кьявенну, где стал преемником скончавшегося в июле 1563 года Агостино Маинарди. В Кьявенне Занчи вступил в конфликт сосвоим коллегой Симоне Фьорилло, в результате чего городская община оказалась на грани раскола. Одним из сторонников Занчи был священник Улиссе Мартиненьо, которому Джироламо посвятил свой поздний трактат «De religione christiana fides». На некоторое время диспуты прервала эпидемия чумы, от которой Занчи скрывался в окрестностях Пьюро. В 1565 году споры возобновились, на этот раз по поводу ереси некоего Антониуса Сутора (Antonius Sutor), отрицавшего божественности Христа и Святого Духа.
В Кьявенне Занчи подготовил к печати материалы по поводу спора с Марбахом, что он не мог сделать в Страсбурге, опасаясь цензуры. Предосторожность была не лишней, поскольку базельскому типографу Иоганну Опорину угрожали тюрьмой за участие в публикации. Документы были изданы в 1566 году Самуэлем Креспином из Женевы под заглавием «Miscellanea theologica». Трактат о разводе «De divortio deque novis post divortium nuptiis libri duo», другой труд Занчи того же периода, был издан только после смерти богослова. Рассматривая случай некоего Андреа Пиццардо, который развёлся со своей женой, отказавшейся последовать за супругом в изгнание в Кьявенну, Занчи счёл развод в таким обстоятельствах уместным; таким же образом несколькими годами ранее поступил итальянский кальвинист Галеаццо Караччиоло.
В 1567 году Занчи и его сторонники были исключены из общины, принявшей решение, что только местные жители могут быть в ней старейшинами. Такое решение, которое Занчи пытался оспаривать, стало результатом личностных конфликтов и общего недоверия к изгнанникам. Поддержки синода в Куре оказалось не достаточно для восстановления Занчи в качестве священника в Кьявенне. Сам Занчи связывал своё изгнание с происками сторонников Сервета, о чём сообщал в письме к епископу Солсберийскому Джону Джевелу.

### В Гейдельберге (1568—1577)
В сентябре 1567 года Занчи принял предложение Гейдельбергского университета, который при курфюрсте Фридрихе III (1559—1576) в богословском отношении стал ориентироваться на протестантов из Женевы и Цюриха. На посту профессора богословия Занчи сменил Захарию Урсина, обязавшись преподавать «согласно святому Писанию и Отцам церкви посредством толкования общих мест». 21 июня 1568 года 52-летний богослов получил звание доктора богословия, сопроводив данное запоздалое событие ироничным комментарием. В Гейдельберге Занчи быстро приобрёл авторитет как преподаватель, выступая как с публичными диспутами, так и публикуя разъяснения от своего имени и по поручению факультета. Начиная с 1568 года Занчи был вовлечён в два крупных богословских спора, о церковной дисциплине и по поводу антитринитариев. Первый из них был инициирован английским эмигрантом Джорджем Висерсом (George Withers), впоследствии архидиаконом Колчестера. Желая внедрить в Гейдельберге кальвинистское благочестие, Визерс вначале предложил устроить диспут по поводу церковных облачений. После того, как данная инициатива не была поддержана Занчи, опасавшимся излишней конфронтации, Визерс начал дискуссию о церковной дисциплине, то есть о роли и значении консистория в жизни протестантской общины. Взяв за образец Женевскую консисторию, Висерс отстаивал абсолютное право общины управлять религиозной жизнью своих членов, в том числе отлучать их, в чём был поддержан большинством кальвинистских богословов города, включая Занчи. Надежды последнего на мирное протекание обсуждения не оправдались, и дисциплинарный спор протекал весьма бурно и продлился несколько лет. Оппонент кальвинистов, цвинглианец Томас Эрастус, доказывавший, что идея отлучения не только противоречит основам Реформации, но и не имеет никаких оснований в Священном писании, избежал преследований, но его единомышленник Адам Нойзер был смещён с должности священника Петерскирхе. В 1571 году Занчи исполнял обязанности ректора университета.
Вовлечённость Занчи в споры с антитринитариями были обусловлены как актуальностью вопроса для протестантского богословия, так и своими личными обстоятельствами. Ниспровергнув авторитет католической богословской традиции, деятели Реформации вновь поставили вопрос о библейских основаниях учения о Троице. В результате сложилось две основные школы, из которых лютеранская или «верхнерейнская» в целом следовала буквализму Пьера Абеляра и Петра Ломбардского, и «грамматическая» или «гебраистическая» школа Кальвина. Их аргументация казалась не убедительной Мигелю Сервету и другим антитринитариям в Польше и Трансильвании. В то же время, разногласия среди протестантов сделали для католических богословов удобной мишенью принцип sola scriptura. В 1567 году польский кальвинист Кристофа Третиуса обратился к крупнейшим западноевропейским богословам за поддержкой в борьбе с польскими антитринитариями. В числе прочих, на призыв откликнулся и Джироламо Занчи, так как с конца 1560-х годов унитарии проповедовали также и в Гейдельберге. Среди них был также тесть богослова и два его сына. Ещё с двумя антитринитариями итальянского происхождения, Маттео Грибальди и Бернардино Окино, он был знаком и ранее защищал от нападок. В своём главном трактате в защиту ортодоксального учения о Троице «De tribus Elohim» (1572), Занчи дистанцировался от прежней дружбы с Лелио Социном и отверг взгляды Окино. Почти 500-страничный трактат был посвящён архиепископу Йоркскому Эдмунду Гриндалу, с которым Занчи познакомился в Страсбурге. Из предисловия можно заключить, что книга была написана по данному летом 1570 года поручению Фридриха III. До смерти Фридриха III в 1576 году Занчи успел написать ещё несколько трактатов, рассматриваемых исследователями как составляющие «реформатской суммы» Продолжением размышлений на тему божественной природы стал трактат «De Natura Dei seu, De Divinis Attributis» (1577), в котором Занчи прибег к методам философии. В «De Operibus Dei Intra Spacium Sex Dierum Creatis Opus» и «De primi hominis lapsu, de peccato et de lege Dei» он обратился вопросу сотворения мира, попытавшись представить богословское описание вселенной. Посвящённая грехопадению и божественному закону осталась незавершённой.

### В Нойштадт-ан-дер-Хаардт (1578—1590)
После смерти Фридриха III Пфальц вернулся к лютеранству. Его преемник Людвиг VI провёл реформу университета и сменил преподавательский состав. Несколько гейдельберских профессоров, включая Занчи, нашли прибежище при дворе Иоганна Казимира, организовавшего в Нойштадт-ан-дер-Хаардте кальвинистский университет. Казимирианум был открыт 1 апреля 1578 года, и в нём Занчи был назначен преподавателем Нового Завета. В своих лекциях, как и многие его труды опубликованных посмертно, он рассматривал послания к Ефесянам, Филиппийцам, Колоссянам и Фессалоникийцам.
В конце жизни Занчи продолжал получать предложения о работе со всей Европы. Недавно открытый Лейденский университет предложил ему профессорскую должность, а итальянская община в Антверпене приглашала его в качестве священника. Отклонив их все, Занчи предпочёл посвятить свои последние годы работой над трактатом «De religione christiana fides», в котором систематически изложил реформатское богословие. Хотя после смерти Людвига VI в 1583 года Пфальц вновь обратился к реформатству, Занчи предпочёл не возвращаться в Гейдельберг, активно участвуя в богословских спорах Нойштадта. В 1586 году он опубликовал две работы — апологию Троицы «Ad cuiusdam Ariani libellum» и ответ на памфлет Вильгельма Холдера. Начатое в том же году опровержение учения Мартина Хемница осталось незаконченным; под названием «De incarnatione Filii Dei libri duo» книга была издана в 1593 году. В 1597 году Занчи принял участие в споре по поводу Клода Обери. Джироламо Занчи скончался 19 ноября 1590 года во время во время визита в Гейдельберг и был погребён в университетской церкви. На его могиле была высечена эпитафия: «Здесь покоятся кости итальянца Занчи, изгнанного со своей родины за любовь к Христу» (лат. Hieronymi hic sunt condita ossa Zanchii Itali, exsulantis
Christi amore a patria).

## Труды
Значительная часть трудов Занчи была сохранена и опубликована стараниями его наследников. В 1609 году Вильгельм Антоний (Wilhelm Antonius) из Ханау опубликовал несколько томов переписки, речей и прочих документов Занчи. В начале XVII века вышло несколько изданий его собрания сочинений, Стефана Гомоне (Stephen Gamonet, в 1605 и 1613 годах в Женеве) и Самуэля Креспина (1617—1619 в Женеве).

## Богословские взгляды
Наряду с Теодором Беза и Петром Мартиром Вермильи Джироламо Занчи считается ключевой фигурой кальвинистской схоластики. По мнению американского историка Дж. П. Доннелли (John Patrick Donnelly), из них именно для Занчи томизм имел наиболее значение.
В ходе полемики с Марбахом Занчи сформулировал 14 тезисов основных положений своего богословия, касающихся эсхатологии, предопределения, веры и божественных обетований, в том числе следующие:
- Бог определил как число избранных к вечной жизни, так и число отвергнутых;
- Ни те, кто избран к жизни, не могут утратить своё избрание и потому обязательно спасутся, так и те, кто не предопределён, обязательно прокляты[43].

В интерпретации Занчи двойное предопределение осуществляется в условиях действенной свободной воли человека и, таким образом, проклятие грешника является следствием его собственных грехов, совершённых без принуждения со стороны Бога — Бог дозволяет грех, но не является его автором.
Применительно к вопросу о предопределении, спор был обусловлен разницей в методологии оппонентов, христологической и схоластической соответственно. Ни Марбах, ни Занчи не отрицали избрание, но расходились в том, как его следует толковать. Занчи проповедовал, что избранные не могут отпасть от благодати. Марбах утверждал, что если принять за истину утверждения Занчи, то окажется, что божественное обещание благодати не всеобщее, а относится только к тем, кому оно было предопределено тайным решением. Марбах настаивал, что только в Христе верующие могут найти уверенность в своём личном спасении, тогда как Занчи считал правильной и полезной силлогистическую формулу (syllogismus practicus) «есть признаки предопределения; я обладаю этими признаками; следовательно, я предопределён». В отличие от Кальвина, который не дал точных указаний на этот счёт, Занчи приводит множество ясных признаков. Вероятно, он был первым кальвинистом, использовал «практический силлогизм».

### Сочинения
- Girolamo Zanchi. Omnium operum theologicorum tomi octo / Samuel Crespin. — Geneva, 1619.
- Girolamo Zanchi. De religione christiana fides – Confession of Christian Religion / Edited by Luca Baschera and Christian Moser. — Leiden, Boston: BRILL, 2007. — Vol. 135. — 837 p. — (Studies in the History of Christian Traditions). — ISBN 978 90 04 16118 4.

### Исследования
на английском языке
- Arand C. P., Nestingen J. A., Kolb R. The Lutheran Confessions: History and Theology of the Book of Concord. — Minneapolis : Fortress Press, 2012. — 296 p. — ISBN 9781451410594.
- O'Banion P. J. Jerome Zanchi, the Application of Theology, and the Rise of the English Practical Divinity Tradition // Renaissance and Reformation. — 2005. — Vol. 29, № 2/3. — JSTOR 43445893.
- Beeke J. R. Debated Issues in Sovereign Predestination: Early Lutheran Predestination, Calvinian Reprobation, and Variations in Genevan Lapsarianism. — Vandenhoeck & Ruprecht, 2017. — 252 p. — ISBN 9783647552606.
- Burchill Ch. J. Girolamo Zanchi: Portrait of a Reformed Theologian and His Work // The Sixteenth Century Journal. — 1984. — Vol. 15, № 2. — P. 185–207. — JSTOR 2541437.
- Donnelly J. P. Italian Influences on the Development of Calvinist Scholasticism // The Sixteenth Century Journal. — 1976. — Vol. 7, № 1. — P. 81—101. — JSTOR 2539631.
- Donnelly J. P. Calvinist Thomism // Viator. — 1976a. — Vol. 7, № 1. — P. 441—455. — doi:10.1525/9780520331952-017.
- Gunnoe Ch. D. Jr. Thomas Erastus and the Palatinate. A Renaissance Physician in the Second Reformation. — BRILL, 2011. — 525 p. — (Brill's Series in Church History, vol. 48). — ISBN 978-90-04-18792-4.
- Kittelson J. M. Marbach vs. Zanchi The Resolution of Controversy in Late Reformation Strasbourg // The Sixteenth Century Journal. — 1977. — Vol. 8, № 3. — P. 31—44. — JSTOR 2539843.
- Merkle B. R. Defending the Trinity in the Reformed Palatinate: The Elohistae. — Oxford : Oxford University Press, 2015. — 224 p. — ISBN 978–0–19–874962–2.

на немецком языке
- Gründler O. Die Gotteslehre Girolami Zanchis und ihre Bedeutung für seine Lehre von der Prädestination. — Neukirchen : Neukirchner Verlag, 1965. — 131 s.